# Massacres des Bagogwe
Les massacres des Bagogwe sont des actes de violence menés par des Hutu contre les minorités Tutsi des Bagogwe ; ces violences commencent en janvier - mars 1991.

## Histoire
Les Bagogwe forment « un groupe de Tutsi atypiques » qui vit d'élevage au nord-ouest du pays,. En janvier 1991, en représailles à une opération des Inkotanyi (prise de Ruhengeri), des massacres systématiques sont menés contre les minorités Bagogwe : des familles entières sont assassinées, leurs cases détruites, leurs biens pillés. Plusieurs bourgmestres (autorités locales) jouent un rôle décisif dans ces exactions,, qui se poursuivent jusqu'en mars. En août 1991, un représentant du Front patriotique rwandais dénonce plus de 1 200 meurtres de Bagogwe ; le gouvernement minimise les violences et les impute au FPR. Selon le rapport de la mission parlementaire française d'information sur le Rwanda, des agressions préalables du FPR étaient mises en scène pour motiver les massacres des Bagogwe.
En janvier 1992, une enquête mandatée par la Ligue belge de défense des droits de l’homme établit le bilan d'« entre mille et mille cinq cents... Bagogwe tués ou disparus durant l’année 1991 »,. Ces massacres, selon certains, préfigurent le génocide des Tutsi au Rwanda,.
Lorsque le génocide commence en avril 1994, les Bagogwe de Nkuli et Mukingo sont massacrés parmi les premiers,,.

### Documentation
- Jean Chatain, « Rwanda. Un génocide prémédité », L'Humanité,‎ 2 juin 2009 (lire en ligne)
- (en) « Rwanda. Human Rights Developments », sur Human Rights Watch, 1992
- Diogène Bideri, Le massacre des Bagogwe, un prélude au génocide des Tutsi : Rwanda (1990-1993), L'Harmattan, 2008 (ISBN 978-2296069725).